# Pinus pringlei
Pinus pringlei (сосна Прінгла) — вид роду сосна родини соснових.
Вид названий на честь Сайруса Прінгла (англ. Cyrus Pringle, 1838—1911), американського ботаніка.

## Середовище проживання
Ендемік Мексики: штати Герреро, Мексика державний, Мічоакан, Морелос, Оахака. Цей гірський вид росте між 1500–2600(2800) м над рівнем моря. Річна кількість опадів коливається від 1000 до 2000 мм, яка в основному випадає з червня по вересень.

## Опис
Це вічнозелене, від 20 до 25 метрів заввишки дерево. Стовбур прямий і досягає діаметра на висоті грудей до 100 сантиметрів. Кора товста, груба, від червонувато-коричневого до сіро-коричневого кольору, розділена глибокими, червонувато-коричневими тріщинами. Гілки горизонтальні чи опущені. Голки ростуть по троє, 18–25 см завдовжки, жорсткі, тримаються на дереві 2–3 роки, яскраво-зелені. Пилкові шишки жовтуваті, довгасто-яйцеподібні, від 1.5 до 2.5 см у довжину з діаметром близько 8 міліметрів, Насіннєві шишки 5–8(10) см завдовжки з діаметрами від 3,5 до 6 рідко 7 сантиметрів, незрілі зелені, після дозрівання блискуче-коричневі. Насіння обернено-яйцеподібні, 4–6 мм завдовжки, від темно-коричневого до сіро-коричневого кольору. Насіннєві крила від 14 до 18 мм у довжину, 6–8 мм шириною, напівпрозорі і світло-коричневі.

## Використання
Використовується щільна деревина.

## Загрози та охорона
Основною загрозою є локальна вирубка. Імовірно відбувається в деяких охоронних територіях.